# مغنطة

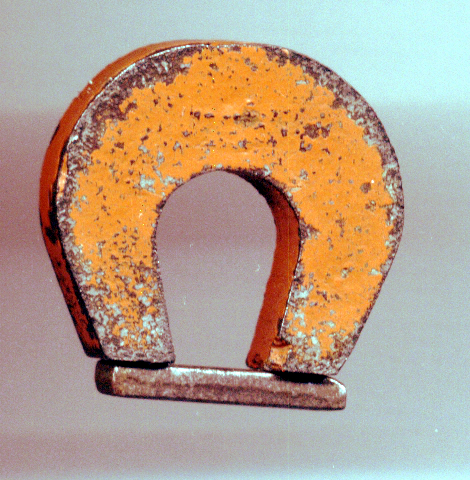

التمغنط M هو العزم المغناطيسي في وحدة الحجوم من المادة الممغنطة عند نقطة ما . فإذا كان هناك N من الذرات في وحدة الحجوم تملك كل منها عزما ثنائيا مغناطيسيا m باتجاه ما، فإن :
{\displaystyle ''M=N.m''}
و يقابل التمغنط في الأوساط المغناطيسية الإستقطاب في العوازل ووحدة التمغنط أمبير لك متر. تتم المغنطة بواحدة من طرق ثلاث هي :
1-التمغنط بالدلك :
```
يمكن مغنطة ساق حديدية عن طريق تحريك قضيب مغناطيسي عليها بدء من أحد طرفيها وانتهاء بطرفها الآخر. ويتكون قطب مغناطيسي مماثل عند موضع بدء التلامس، وقطب مغناطيسي مخالف عند موضع الانتهاء .
```

2-التمغنط بالتأثير:
```
يمكن أن تظهر أقطاب 
مغناطيسية
 على ساق من 
الحديد المطاوع
 عند ملامستها أو وضعها بالقرب من قضيب مغناطيسي . ويتكون قطب مغناطيسي مخالف على الطرف القريب من القضيب المغناطيسي بينما يتكون قطب مغناطيسي مماثل على الطرف البعيد.
```

3-التمغنط بالكهرباء:
```
يمكن مغنطة ساق من الحديد بوضعها داخل ملف حلزوني يمرّ به تيّار كهربي حيث يتكون قطب مغناطيسي شمالي عند أحد طرفي الملف بينما يتكون قطب مغناطيسي جنوبي عند الطرف الآخر له، وتنعكس الأقطاب المغناطيسية المتكونة عندما يقلب اتجاه التيّار الكهربي المار في الملف. ويمكن تحديد نوع القطب المغناطيسي المتكون على أحد وجهي الملف باستخدام قاعدة حركة عقارب الساعة أو قبضة اليد اليمنى .
```

وطرق فقد المغنطة: الطرق واللي والحرارة والكهرباء.

## طرق المغنطة
يمكن أن تتم المغنطة بواحدة من طرق ثلاث هي:-

### التمغنط بالدلك (الاحتكاك)
ويتم ذلك بدلك قطعة من الحديد المطاوع أو الحديد الصلب بأحد قطبي مغناطيس.
مع ملاحظة أن يبدأ الدلك من أحد طرفي القطعة وينتهي عند طرفها الآخر، وتكرر عملية الدلك عدة مرات وفي اتجاه واحد .
ولكي نمغنط ساق من الحديد المطاوع مثلاً، توضع الساق المراد مغنطتها أفقيًا على سطح طاولة ثم نمرر عليها قضيبًا مغناطيسيًا بدء من أحد طرفيها حتى نصل لطرفها الآخر، ونرفع القضيب المغناطيسي ونعاود الدلك مرة أخرى ولعدة مرات .
وبهذه الطريقة نجد أن الساق قد أصبحت مغناطيسًا فيه قطب مغناطيسي مخالف للقطب الدالك عند الطرف الذي انتهى الدلك عنده، بينما يتكون قطب مماثل عند الطرف الذي بدأنا الدلك منه، وتسمى هذه الطريقة التمغنط باللمس البسيط أو التمغنط بالدلك .
وتتوقف درجة تمغنط الساق على قوة القضيب المغناطيسي الدالك وعدد مرات الدلك، ولكنه هناك حد ينتهي إليه التمغنط فبعد الدلك عدة مرات لا تزداد قوة الساق الممغنطة مهما دلكنا ويقال بأنها تشبعت بالمغنطة . والمغناطيسات التي نحصل عليها بهذه الطريقة تكون مغناطيسات ضعيفة .

### التمغنط بالتأثير (الحث أو التحريض)
عندما نقرب قضيبًا مغناطيسيًا من قضيب حديدي غير ممغنط تنتفل قدرات المغناطيس فيصبح ممغنط طرف القريب من ساق الحديد المطاوع قطبًا مغناطيسيًا مخالفًا بينما يظهر على طرفها البعيد قطب مغناطيسي مماثل.
ولتوضيح ذلك لو أخذنا مسمارًا من الحديد المطاوع غير الممغنط وقربناه من قضيب مغناطيسي نلاحظ أن القضيب المغناطيسي يجذب إليه المسمار، وعندما نقرب مسمار ثان للطرف الحر من المسمار الأول نجده ينجذب إليه دلالة على أن المسمار الأول قد أصبح مغناطيسًا، ويمكن إثبات تمغنط المسمار الثاني بتعليق مسمار ثالث فيه وهكذا ...
وعندما نبعد المسمار الأول عن القضيب المغناطيسي تتساقط جميع المسامير وتنفصل عن بعضها البعض.
كما يمكن توضيح تمغنط المسمار بطريقة أخرى كالتالي، نقرب مسمارًا من الحديد المطاوع غير الممغنط بالقرب من قضيب مغناطيسي دون أن يلمسه، ثم نقرب من الطرف البعيد للمسمار برادة حديد فنجدها تنجذب إليه وتتعلق به، وعندما نبعد القضيب المغناطيسي تتساقط برادة الحديد من طرف المسمار.
ونستنتج من ذلك أن مسمار الحديد يتمغنط تمغنطًا وقتيًا إذا لمس أو قرب من مغناطيس، وأن هذه المغناطيسية التي يكتسبها المسمار يفقدها أو يفقد معظمها إذا أبعد عن هذا المغناطيس.
المغناطيسية التي تظهر على مسمار الحديد لمجرد وجوده بالقرب من قضيب مغناطيسي سواء كان ملامسًا له أم غير ملامس تسمى مغناطيسية تأثيرية، ويقال لمسمار الحديد عندئذ أنه تمغنط بالتأثير ويطلق على القضيب المغناطيسي الأصلي اسم المؤثر وعلى العملية اسم التأثير المغناطيسي.
المغناطيسية التأثيرية تكون في الغالب ضعيفة وتتغير شدتها بتغير الموضع بالنسبة للمغناطيس والمسافة بين القضيب المغناطيسي المؤثر ومسمار الحديد، فتزداد كلما نقصت المسافة والعكس بالعكس.
وعندما يؤثر قضيب مغناطيسي في ساق من الحديد فإنه يمغنطها بحيث يتكو
=== التمغنط بالكهرباء

## فقد المغنطة
لا تفقد المغناطيسات الدائمة مغنطتها من خلال التعامل الاعتيادي معها، وعند مغنطة مادة فيرومغناطيسية، فإنه يصعب إزالة المغنطة منها بدون تسخين، وهناك إجراء خاص يلزم عمله حيث يجب وضع العينة الممغنطة خلال دوائر تخلف مغناطيسي متتالي حيث تحتفظ المادة الفيرومغناطيسية بدرجة من المغنطة حتى بعد زوال المجال المغناطيسي الذي أكسبها التمغنط، ويمكن لعينة مغناطيسية أن تفقد مغنطتها بالطرق التالية:-
- الطرق واللي:-

وقد وجد أن المغناطيس يفقد مغنطته أو تقل شدتها عندما يطرق بقوة عدة مرات، كما تضعف أو تزول مغنطته عند ليه وثنيه عدة مرات.
- الحرارة:-

يفقد المغناطيس مغنطته بالتسخين لدرجة عالية، حيث تعمل الحرارة على جعل المغناطيسات الأولية داخل المغناطيس تأخذ اتجاهات عشوائية وبذلك تزول المغنطة أو تضعف، وتختلف درجة الحرارة التي تفقد عندها المادة مغنطتها من مادة لأخرى .
- الكهرباء:-

يوضع المغناطيس داخل ملف حلزوني بحيث يتخذ محوره اتجاه الشرق والغرب، ويمرّر خلال الملف تيار كهربي متناوب ثم يسحب المغناطيس من الملف ببطئ فيفقد مغنطته.
وتعتمد الطريقة التي يزيل بها صنّاع الساعات أثر المغنطة من ماكينة الساعة على هذه الطريقة حيث توضع الساعة داخل ملف يتصل طرفاه بمصدر تيار كهربي متناوب، ثم يتم خفض شدّة التيار الكهربي في الدائرة تدريجيًا حتى تصل شدته إلى الصفر فتفقد الساعة مغنطتها.